# Szervezetfejlesztés
A szervezetfejlesztés (OD) a gyakorlatok, rendszerek és technikák tanulmányozása és megvalósítása, amelyek befolyásolják a szervezeti változást. Ennek célja egy csoport/szervezet teljesítményének és/vagy kultúrájának módosítása. Az szervezeti változások általában a csoport érdekeltek által kezdeményezettek. Az OD az 1930-as években jelent meg az emberi kapcsolatok tanulmányozása során, amikor pszichológusok rájöttek, hogy a szervezeti struktúrák és folyamatok befolyásolják a munkavállalók viselkedését és motivációját.
A szervezetfejlesztés lehetővé teszi a vállalkozásoknak, hogy felépítsenek és fenntartsanak egy teljesen új preferált állapotot az egész szervezet számára. Az OD elméletének kulcsfontosságú fogalmai közé tartozik az szervezeti klíma (az egy szervezet sajátos "személyisége" vagy hangulata, amely magában foglalja azokat az attitűdöket és hiedelmeket, amelyek befolyásolják a tagok kollektív viselkedését), az szervezeti kultúra (a mélyen gyökerező normák, értékek és viselkedések, amelyeket a tagok megosztanak) és az szervezeti stratégiák (hogyan azonosít egy szervezet problémákat, tervez intézkedéseket, tárgyal változásokat és értékeli az előrehaladást). Az OD egyik kulcsfontosságú aspektusa az szervezeti identitás felülvizsgálata.

## Áttekintés
Az szervezetfejlesztés mint gyakorlat folyamatos, rendszeres tevékenységet jelent, amely hatékony szervezeti változások bevezetését célozza. Az OD egyrészt alkalmazott tudományág, amely a szervezeti változások megértésére és kezelésére összpontosít, másrészt tudományos tanulmányok és vizsgálatok területe. Interdiszciplináris jellegű, és szociológiából, pszichológiából, különösen az ipari és szervezeti pszichológiából, valamint motiváció-, tanulás- és személyiségelméletekből merít. Bár a viselkedéstudomány biztos alapot szolgáltatott az OD tanulmányozásához és gyakorlásához, új tudományterületek is megjelentek. A rendszerszintű gondolkodás, a szervezeti tanulás, a döntéshozatalban az intuíció struktúrája és a coaching (csak néhányat említve) szakértői, akiknek nézőpontja nem csak a viselkedéstudományokban gyökerezik, hanem sokkal inkább többdiszciplináris és interdiszciplináris megközelítést képviselnek, megjelentek mint OD katalizátorok vagy eszközök.

### Történelem
Kurt Lewin (1898–1947) volt a szervezetfejlesztés (OD) alapító atyja, bár ő már elhunyt, mielőtt a koncepció a 20. század közepén mainstream lett volna. Lewintől származnak a csoportdinamika és az akciókutatás ötletei, amelyek az OD folyamatának alapját képezik, valamint megteremtik a konzultáns/ügyfél együttműködési etikáját. Intézményileg Lewin alapította a "Csoportdinamikai Kutatóközpontot" (RCGD) az MIT-nél, amely halála után Michiganba költözött. A RCGD munkatársai közül többen alapították meg a Nemzeti Képzési Laboratóriumokat (NTL), amelyből az T-csoportok és a csoport alapú OD származtak.
Kurt Lewin kulcsfontosságú szerepet játszott az szervezetfejlesztés (OD) mai ismert formájának kialakításában. Már a második világháború alatt kísérletezett egy együttműködésen alapuló változási folyamattal (magára vállalva a konzultáns és ügyfél csoport szerepét), amely három lépésből állt: tervezés, cselekvés és eredmények mérése. Ez volt az akciókutatás előfutára, az OD fontos eleme, amelyről később lesz szó. Lewin kezdeményezett egy olyan tanulási módszert is, amelyet laboratóriumi tréningnek vagy T-csoportoknak neveznek. Lewin 1947-es halála után közeli munkatársai segítettek kifejleszteni a felmérés-alapú kutatási módszereket a Michigan Egyetemen. Ezek a módszerek fontos részévé váltak az OD-nak, ahogy ez a terület fejlődött tovább a Nemzeti Képzési Laboratóriumokban és egyre több egyetemen és magán tanácsadó cégben az országban. A vezető egyetemek, amelyek doktori szintű OD fokozatokat kínálnak, közé tartozik a Benedictine University és a Fielding Graduate University.
Douglas és Richard Beckhard "együtt tanácsadva a General Mills-nél az 1950-es években [...] kitalálták a szervezetfejlesztés (OD) kifejezést, hogy leírják egy innovatív alulról felfelé irányuló változási erőfeszítést, ami nem illeszkedett a hagyományos tanácsadási kategóriákba" (Weisbord, 1987, 112. oldal).
Az off-site laboratóriumi képzés korai ígéreteinek be nem teljesülése az egyik fontos erő volt, ami elősegítette az OD fejlődését. A laboratóriumi képzés az egyén "itt és most" tapasztalataiból való tanulást jelenti, mint egy folyamatban lévő képzési csoport tagja. Ezek a csoportok általában meghatározott napirend nélkül találkoznak. Céljuk, hogy a tagok spontán "itt és most" reakcióin keresztül tanuljanak magukról egy kétértelmű helyzetben. A vezetés, struktúra, státusz, kommunikáció és önző viselkedés problémái általában felmerülnek ilyen csoportokban. A tagoknak lehetőségük van valamit megtanulni magukról, és gyakorolni olyan készségeket, mint a hallgatás, mások megfigyelése és hatékony csoporttagként való működés. Herbert A. Shepard az 1950-es évek végén vezette az első nagy léptékű kísérleteket az Szervezetfejlesztés területén. Ő alapította az első doktori programot szervezeti viselkedésből a Case Western State University-n, és kollégája, Robert Blake is befolyásos volt az "szervezetfejlesztés" kifejezés szélesebb körben elismert pszichológiai kutatási területté tételében.
Mint ahogyan azt korábban gyakorolták (és néha még ma is alkalmazzák különleges célokra), a laboratóriumi képzést "idegen csoportokban" végezték - olyan csoportokban, amelyek különböző szervezetek, helyzetek és háttérrel rendelkező egyénekből állnak. Azonban jelentős nehézség merült fel abban, hogy át kell vinni a "idegen laborokból" szerzett ismereteket a valós helyzetre "hazafelé". Ez két különböző kultúra közötti átadást igényelt, a viszonylag biztonságos és védett környezetből, ami a T-csoport (vagy képzési csoport), és az szervezeti környezet közötti kölcsönös viszonyt, hagyományos értékeket. Ez arra késztette az ezen típusú tanulást először alkalmazó korai úttörőket, hogy elkezdjék alkalmazni azt "családi csoportokban" - azaz olyan csoportokban, amelyek egy szervezetben találhatók. Ennek a képzés helyszínének változása és a kultúra fontos tényezőjének felismerése (egyéb fejleményekkel a viselkedéstudományok területén együtt) eredményezte az szervezetfejlesztés fogalmának kialakulását.

### Alapértékei
Az Szervezetfejlesztés (OD) alapjául szolgáló humanisztikus értékek. Margulies és Raia (1972) az OD humanisztikus értékeit a következőképpen fogalmazták meg:
1. A lehetőségek biztosítása az embereknek, hogy emberi lényként, és ne csak erőforrásként funkcionáljanak a termelési folyamatban.
2. A szervezet minden tagja, valamint maga a szervezet is lehetőséget kap arra, hogy teljes potenciáljában fejlődjön.
3. Az szervezet hatékonyságának növelése az összes cél tekintetében.
4. Az olyan környezet megteremtése, ahol izgalmas és kihívást jelentő munkát lehet találni.
5. A lehetőségek biztosítása az embereknek a szervezetben, hogy befolyásolják azt a módot, ahogy a munkához, a szervezethez és a környezethez viszonyulnak.
6. Minden embert egy olyan személlyént kezelni, akinek összetett szükségletei vannak, mindegyikük fontos a munkájukban és életükben.

Ez egy különálló fogalom a változási erőfeszítésektől, amelyet:
1. Operáció menedzsment
2. Képzés és fejlesztés
3. Technológiai innovációk... stb.

#### Célok
Az OD céljai a következők:
1. Az alkalmazottak közötti interperszonális bizalom szintjének növelése
2. Az alkalmazottak elégedettségi és elkötelezettségi szintjének növelése
3. A problémák szembeállítása azok elhanyagolása helyett
4. A konfliktusok hatékony kezelése
5. Az együttműködés és közös munka növelése az alkalmazottak között
6. Szervezeti problémamegoldás növelése
7. Folyamatosan javító folyamatok bevezetése egy szervezet folyamatos működésének javítása érdekében

Az szervezetfejlesztés céljait az adott helyzet figyelembevételével határozzák meg, és ezek különböznek az egyik helyzettől a másikig.Sablon:By whom? Más szóval, ezek a programok az adott helyzet követelményeinek megfelelően vannak szabvaSablon:Which?. Általánosságban azonban az összes szervezetfejlesztési program megpróbálja elérni a következő célokat:
1. Az egyének tájékoztatása a szervezet víziójáról. Az szervezetfejlesztés segít az alkalmazottaknak, hogy igazodjanak a szervezet víziójához.
2. Az alkalmazottak ösztönzése a problémák megoldására, és nem azok elkerülésére.
3. Az interperszonális bizalom, együttműködés és kommunikáció megerősítése a szervezeti célok sikeres eléréséhez.
4. Minden egyén ösztönzése a tervezési folyamatban való részvételre, ezáltal felelőssé téve őket a terv végrehajtásáért.
5. Munkahelyi légkör megteremtése, amelyben az alkalmazottakat ösztönzik az lelkes és aktív részvételre.Sablon:By whom?
6. A hivatalos hatáskörök helyettesítése személyes tudással és készségekkel.
7. A tagok felkészítése a változásokhoz való igazodásra és a sztereotípiák megtörésére.
8. A bizalom légkörének kialakítása, hogy az alkalmazottak szívesen fogadják el a változást.

Az szervezetfejlesztési gondolkodás szerint az szervezetfejlesztés lehetőséget nyújt a vezetőknek arra, hogy rendszerezetten vezessék be a változásokat, széles körű vezetési technikák alkalmazásával. Ez pedig nagyobb személyes, csoportos és szervezeti hatékonysághoz vezet.
Egy változási ügynök az itt használt értelemben nem egy olyan technikai szakértő, aki jártas az ilyen funkcionális területeken, mint például az elszámolás, a termelés vagy a pénzügy. A változási ügynök egy viselkedéskutató, aki tudja, hogyan vonja be az embereket egy szervezetben a saját problémáik megoldásába. A változási ügynök fő ereje az emberi viselkedés átfogó ismerete, amelyet több beavatkozási technika támogat (amelyeket később meg fogunk beszélni). A változási ügynök lehet külsős vagy belsős az szervezetben. Egy belső változási ügynök általában egy olyan munkatárs, aki jártas a viselkedéskutatásban és az OD beavatkozási technológiájában. Beckhard számos esetről számol be, amikor az operatív munkatársakat képezték ki OD-ban, és sikeres változási feladatokat végeztek el a szervezetükben.
Az Oxford Egyetem kutatói azt találták, hogy a vezetők hatékony változási ügynökké válhatnak saját szervezetükön belül, ha erősen elköteleződnek a "tudásvezetés" mellett, amely az szervezetfejlesztésre irányul. Egy hároméves tanulmányukban az Egyesült Királyság egészségügyi szervezetein végzett kutatás során a kutatók három különböző mechanizmust azonosítottak, amelyeken keresztül a tudás vezetők aktívan "átültették", "megfeleltették" vagy "vitatták" a változás fogalmait, hatékonyan lefordítva és beágyazva azokat a szervezeti gyakorlatba.
A változási ügynök lehet az szervezet alkalmazottja, aki jártas az OD elméletében és technikájában. Ilyen esetben a "szerződéses kapcsolat" egy belső megállapodás, amely valószínűleg minden feltételt világosan meghatároz, kivéve az illetéket.

### Szponzoráló szervezet
Az szervezetfejlesztési programok kezdeményezése gyakran abból az szervezetből származik, amelynek problémája van, vagy azt várja, hogy problémával fog szembekerülni. Ez azt jelenti, hogy a felső vezetés vagy a felső vezetés által felhatalmazott személy tisztában van a probléma létezésével, és úgy döntött, hogy segítséget kér a megoldásához. Ez közvetlen analógiát jelent a pszichoterápia gyakorlatára: A kliens vagy páciens aktívan keresi a segítséget a problémáinak megoldásában. Ez azt jelzi, hogy az ügyfél szervezet hajlandó elfogadni a segítséget, és biztosítja az szervezetet, hogy a vezetés aktívan érdekelt.

### Alkalmazott viselkedéstudomány
Az szervezetfejlesztés (OD) egyik kiemelkedő jellemzője, ami megkülönbözteti azt a legtöbb más fejlesztési programtól, az az, hogy az egy "segítő kapcsolaton" alapul. Néhányan úgy vélik, hogy a változási ügynök a szervezet betegségeinek orvosa; hogy nem vizsgálja meg a "beteget", nem állít fel diagnózist, és nem ír fel gyógyszert. Sem azt nem próbálja megtanítani a szervezeti tagoknak, hogy új ismereteket sajátítsanak el, amelyeket aztán átvisznek a munkahelyi helyzetre. A viselkedési tudományokból, mint az ipari/szervezeti pszichológia, ipari szociológia, kommunikáció, kulturális antropológia, adminisztratív elmélet, szervezeti viselkedés, közgazdaságtan és politikatudományok, származó elméletek és módszerek felhasználásával a változási ügynök fő feladata az, hogy segítsen a szervezetnek saját problémáit megfogalmazni és megoldani. A leggyakrabban alkalmazott módszer az akciókutatás. Ez a megközelítés, amelyet később részletesen ismertetünk, egy előzetes diagnózist, adatgyűjtést, adatok visszajelzését az ügyfélnek, az adatok felfedezését az ügyfél csoportja által, cselekvési tervet az adatok alapján, és cselekvést foglal magában.

### A szervezet holisztikus és futurisztikus szemlélete
Az OD foglalkozik egy teljes rendszerrel - az egész szervezettel, beleértve az azt érintő környezetet - vagy egy alrendszerrel vagy rendszerekkel - részlegekkel vagy munkacsoportokkal - a teljes rendszer összefüggésében. A rendszer részei - például az egyének, kliensek, szerkezetek, normák, értékek és termékek - nem kerülnek elszigetelten megfontolásra; teljes mértékben felismerik az összefüggések elvét - hogy a rendszer egy részében bekövetkező változások hatással vannak a többi részre. Így az OD beavatkozások az szervezetek teljes kultúrájára és kulturális folyamataira összpontosítanak. A fókusz továbbá a csoportokon van, mivel az egyének releváns viselkedése szervezetekben és csoportokban általában a csoportok befolyásának eredménye, nem pedig az egyéni személyiségeké.

## Javított szervezeti teljesítmény
Az OD célja az, hogy javítsa az szervezet belső és külső működésének és kapcsolatainak képességét. Ide tartozik a javított személyes és csoportfolyamatok, hatékonyabb kommunikáció, valamint a mindenféle szervezeti problémákkal való hatékonyabb megbirkózás képessége. Emellett magában foglalja a hatékonyabb döntési folyamatokat, a megfelelőbb vezetői stílusokat, a romboló konfliktusokkal való hatékonyabb megküzdést, valamint a szervezeti tagok közötti megnövelt bizalom és együttműködés kialakítását. Ezek a célok egy olyan értékrendből fakadnak, amely az ember természetének optimista nézetén alapul - hogy az ember egy támogató környezetben képes magasabb szintű fejlődésre és eredmények elérésére. Az szervezetfejlesztés és hatékonyság szempontjából elengedhetetlen a tudományos módszer - az érdeklődés, az okok szigorú kutatása, a hipotézisek kísérleti tesztelése és az eredmények áttekintése.
Az önmenedzselő munkacsoportok lehetővé teszik a munkacsapat tagjainak, hogy kezeljék, irányítsák és monitorozzák a munkájuk minden részletét, a munkatársak felvételétől, kiválasztásától és új munkatársak felvételétől a pihenőidők meghatározásáig. Az első önmenedzselő munkacsoportok korai elemzése a következő viselkedési jellemzőket tárták fel (Hackman, 1986):
- A dolgozók személyes felelősséget és elszámoltathatóságot vállalnak a munkájuk eredményeiért. A dolgozók figyelemmel kísérik saját teljesítményüket, és visszajelzést kérnek arról, hogy mennyire érik el a céljaikat.  A dolgozók kezelik saját teljesítményüket, és szükség esetén korrekciós intézkedéseket tesznek a saját és más csoporttagok teljesítményének javítása érdekében.  A dolgozók útmutatást, segítséget és forrásokat kérnek a szervezettől, ha nincs meg, amire szükségük van a munkavégzéshez.  A dolgozók segítik a munkacsoportjuk tagjait és más csoportok dolgozóit a munkateljesítmény javításában és a szervezet teljesítményének növelésében..

### Szervezeti önmegújulás
Az OD szakemberek végső célja az, hogy "kihelyezzék magukat a munkából", úgy hogy a kliens szervezetet olyan eszközökkel, viselkedéssel, attitűdökkel és cselekvési tervvel hagyják hátra, amelyekkel képesek figyelemmel kísérni saját egészségi állapotukat, és korrekciós lépéseket tenni saját megújulásuk és fejlődésük érdekében. Ez összhangban van a visszacsatolás rendszerével, mint egy szabályozó és korrekciós mechanizmussal. E cél érdekében az OD kutatók és szakemberek olyan eszközöket használnak, mint például a szimulációk a klienseikkel, melyeket workshopokban és tanterembe beállításokban használnak. Egy önellátás szimuláció egy példája, melyet a Cornell Egyetem és az Indiana Egyetem kutatói készítettek, itt található (lásd hivatkozást).
Az szervezeti hatékonyság tanulmányozása és az szervezeti teljesítmény javítása a vezetőfejlesztés tanulmányozásával párhuzamosan fejlődött ki, egyre nagyobb hangsúlyt fektetve az egyéni fejlesztésre összpontosító vezetőfejlesztési programokra. Lásd Az érzelmi intelligencia a vezetőfejlesztés szempontjából.

## A szervezetek megértése
1. Célok: A szervezet tagjai tisztában vannak a szervezet missziójával, céljaival és célegyezségeivel, hogy támogatják-e azokat.
2. Struktúra: Hogyan van felosztva a szervezet munkája? A kérdés az, hogy megfelel-e a cél és a belső struktúra közötti kapcsolat.
3. Kapcsolatok: Az egyének közötti kapcsolatok, azonos vagy különböző feladatokat végző egységek vagy osztályok közötti kapcsolatok, valamint az emberek és munkájuk követelményei közötti kapcsolatok.
4. Jutalmak: A konzulensnek diagnosztizálnia kell azokat az hasonlóságokat, hogy a szervezet hivatalosan mivel jutalmazza vagy bünteti a tagjait.
5. Vezetés: Az a feladat, hogy figyeljen a többi dobozban bekövetkező változásokra, és fenntartsa az egyensúlyt közöttük.
6. Segítő mechanizmus: Mire kell figyelnie a szervezetnek a túléléshez és a fejlődéshez - olyan eljárások, mint a tervezés, ellenőrzés, költségvetés és más információs rendszerek.

### Modern fejlődés
Az utóbbi években komoly kérdések merültek fel az OD relevanciájával kapcsolatban a modern szervezetek változásainak kezelésében. Az "újraalapítás" szükségessége olyan téma lett, amelyről még az "alapító atyák" közül is kritikusan vitatkoznak.
Ezzel a megújulásra és változásra való felhívással a tudósok elkezdtek vizsgálni az szervezeti fejlesztést érzelemalapú szempontból. Például deKlerk (2007) azt írja, hogy az érzelmi trauma negatívan befolyásolhatja a teljesítményt. A leépítés, kiszervezés, egyesülések, átszervezések, folyamatos változások, a magánélet megsértése, zaklatás és hatalmi visszaélések miatt sok alkalmazott agresszió, szorongás, aggodalom, cinizmus és félelem érzéseit tapasztalja, ami a teljesítmény csökkenéséhez vezethet. de Klerk (2007) azt javasolja, hogy a trauma meggyógyítása és a teljesítmény növelése érdekében az OD gyakorlóknak el kell ismerniük a trauma létezését, biztosítaniuk kell egy biztonságos helyet az alkalmazottaknak, hogy megvitassák érzéseiket, szimbolizálják a traumát és helyezzék megfelelő perspektívába, majd kezeljék az érzelmi reakciókat. Ennek elérésének egyik módja az, hogy a munkatársak megrajzolják, hogyan érzik magukat a helyzetről, majd megmagyarázzák a rajzok jelentését egymásnak. A rajzok készítése hasznos, mert lehetővé teszi az alkalmazottak számára, hogy kifejezzék az érzéseiket, amelyeket máskülönben nem tudnának szavakba önteni. Emellett a rajzok gyakran ösztönöznek aktív részvételt a tevékenységben, mivel mindenkit arra kérnek, hogy készítsen egy képet, majd megbeszéljék annak jelentését...
Az új technológiák használata a globalizációval kombinálva át is alakította az szervezetfejlesztés területét. Roland Sullivan (2005) az első Ázsiában megrendezett Szervezetfejlesztési Konferencián, Dubaiban, 2005-ben résztvevőkkel együtt meghatározta az Szervezetfejlesztést, mint "egy transzformációs ugrás a kívánt látomás felé, ahol a stratégiák és rendszerek összhangba kerülnek, a helyi kultúra fényében, egy innovatív és autentikus vezetői stílussal, magas technológiai eszközök támogatásával." Bob Aubrey (2015) bevezette a KDIs (Kulcsfejlesztési Mutatók) fogalmát, hogy segítse az szervezeteket a teljesítményen túlmutató célok elérésében és az stratégia, szervezetek és egyének összehangolásában, és azt állította, hogy az alapvető kihívások, mint a robotika, mesterséges intelligencia és a genetika előre vetítik az terület újjászületését.

## Akciókutatás
Wendell L. French és Cecil Bell egy ponton az szervezetfejlesztést (OD) "szervezetfejlesztésen keresztül végzett cselekvési kutatásként" határozták meg. Ha egy ötlet összefoglalhatná az OD alapvető filozófiáját, az a cselekvési kutatás lenne, ahogyan azt Kurt Lewin fogalmazta meg, majd később más viselkedéstudósok bővítették és fejlesztették tovább. A társadalmi változásokkal és különösen az hatékony, állandó társadalmi változásokkal foglalkozva Lewin úgy vélekedett, hogy a változásra való motiváció szorosan kapcsolódik a cselekvéshez: Ha az emberek aktívak az őket érintő döntésekben, nagyobb valószínűséggel fogadják el az új módszereket. "Racionális társadalmi irányítás" - mondta - "lépések spiráljában halad, amelyek mindegyike tervezés, cselekvés és az akció eredményének tényekkel történő megállapítása köréből áll."

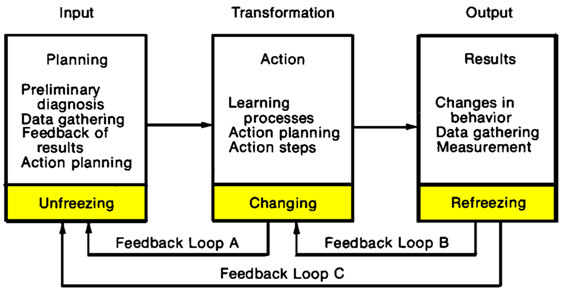
1. ábra : Akció-kutatási folyamat rendszermodellje

Lewin leírása a változás folyamatáról három lépésből áll:
"Kifagyasztás": Amikor egy személy vagy csoport dilemmával vagy megerősítés hiányával szembesül, felismeri a változtatás szükségességét.
"Változtatás": A helyzetet diagnosztizálják, és új viselkedési modelleket vizsgálnak és tesztelnek.
"Újra befagyasztás": Az új viselkedés alkalmazását kiértékelik, és ha megerősítik, alkalmazzák.
Az 1. ábra összefoglalja azokat a lépéseket és folyamatokat, amelyeket a tervezett változáshoz vezető akciókutatás során hajtanak végre. Az akciókutatás ciklikus folyamatként ábrázolódik, ahol a ciklus az ügyfél és a változási ügynök közös tervezési akcióival kezdődik. Ennek a szakasznak a fő elemei közé tartozik az előzetes diagnózis, az adatgyűjtés, az eredmények visszajelzése és a közös cselekvési tervek kidolgozása. A rendszerek elméletének nyelvén ez az input fázis, amelyben az ügyfélrendszer felismeri az azonosítatlan problémákat, rájön, hogy szüksége lehet külső segítségre a változtatások eléréséhez, és megosztja a tanácsadóval a probléma diagnosztizálásának folyamatát.
Az akciókutatás második szakasza az akció vagy átalakítás fázisa. Ez a szakasz olyan tevékenységeket foglal magában, amelyek a tanulási folyamatokhoz kapcsolódnak (talán a szerep elemzésének formájában), valamint a viselkedési változások tervezéséhez és végrehajtásához az ügyfél szervezetében. Ahogy az 1. ábrán látható, a visszajelzés ebben a szakaszban a Visszacsatolás A körgyűrűn keresztül mozog, és az előző tervezést módosítja annak érdekében, hogy az ügyfélrendszer tanulási tevékenységei jobban illeszkedjenek a változási célokhoz. Ebben a szakaszban a tanácsadó és az ügyfélrendszer tagjai közösen végzik az akciótervezési tevékenységet. A workshopok vagy tanulási ülések után ezeket az akciós lépéseket a munka részeként hajtják végre az átalakítási fázis részeként.
Az akciókutatás harmadik szakasza az eredmények, vagy eredmények, fázisa. Ez a szakasz a második szakasz után végrehajtott korrekciós lépésekből eredő tényleges viselkedési változásokat foglalja magában (ha vannak ilyenek). Az adatokat újra összegyűjtik az ügyfélrendszerből annak érdekében, hogy a haladást meghatározzák, és a tanulási tevékenységek szükséges módosításait elvégezzék. Ilyen jellegű kisebb korrekciókat a tanulási tevékenységekben a Visszacsatolás B körgyűrűn keresztül végezhetnek (lásd az 1. ábrát). A nagyobb módosítások és újraértékelések visszatérítenék az OD projektet az első, vagy tervezési, szakaszba a program alapvető változásai miatt. Az 1. ábrán látható akciókutatási modell szorosan követi Lewin ismétlődő tervezés, akció és eredmények mérésének ciklusát. Emellett más aspektusokat is illusztrál Lewin általános változási modelljéből. Ahogy a diagramon látható, a tervezési szakasz egy olvadásmentes időszak, vagy problémafelismerés. Az akció szakasz egy változási időszak, vagyis az új viselkedési formák kipróbálása annak érdekében, hogy megértsük és megküzdjünk a rendszer problémáival. (Az időszakok közötti átfedés elkerülhetetlen, mivel a határok nem világosak és nem lehetnek folyamatos folyamatban). Az eredmények szakasza egy újra befagyás időszaka, amelyben az új viselkedéseket a munka során kipróbálják, és ha sikeresek és megerősítőek, részévé válnak a rendszer problémamegoldó viselkedési repertoárjának.
Az akciókutatás problémaközpontú, ügyfélközpontú és cselekvésorientált. A kliens rendszerét diagnosztikai, aktív tanulás, probléma-felismerés és problémamegoldási folyamatba vonja be. Az adatokat nem egyszerűen írásos jelentés formájában adják vissza, hanem nyílt közös üléseken adnak visszajelzést, és az ügyfél és a változási ügynök együttműködik a konkrét problémák azonosításában és rangsorolásában, a valódi okok megállapításának módszereinek kidolgozásában és a velük való reális és gyakorlati megküzdési tervek kidolgozásában. A tudományos módszer az adatgyűjtés, a hipotézisek felállítása, a hipotézisek vizsgálata és az eredmények mérése formájában, bár nem annyira szigorúan követik, mint a laboratóriumban, azonban a folyamat szerves részét képezi. Az akciókutatás egy hosszú távú, ciklikus, önszabályozó mechanizmust is beindít a kliens rendszerének hatékonyságának fenntartására és javítására, olyan gyakorlati és hasznos eszközökkel, amelyekkel az önkezelés és az önújítás elemzésére és megvalósítására.

## Beavatkozások
"A beavatkozások" a szervezetfejlesztés "cselekvés" szakaszának (lásd az 1. ábrát) fő tanulási folyamatai. A beavatkozások strukturált tevékenységek, amelyeket egy kliensrendszer tagjai egyénileg vagy kombinálva használnak a társadalmi vagy feladat teljesítményük javítása érdekében. Azok részei lehetnek egy fejlesztési programnak, amelyet egy változási ügynök vezet be, vagy az ügyfél által alkalmazhatók egy programot követően az szervezet állapotának felmérésére vagy saját viselkedésének szükséges változásaira. "Strukturált tevékenységek" alatt olyan változatos eljárások értendők, mint például tapasztalati gyakorlatok, kérdőívek, attitűd-felmérések, interjúk, releváns csoportos megbeszélések, és akár ebédszüneti találkozók is a változási ügynök és a kliensszervezet egyik tagja között. Minden olyan cselekvés, amely befolyásolja egy szervezet fejlesztési programját egy változási ügynök-kliensrendszer kapcsolatában, beavatkozásnak tekinthető. A változási ügynök választhat egy epizodikus beavatkozási szervezet kialakítását a kliensszervezeten belül az OD cselekvési terv részeként.
Számos lehetséges beavatkozási stratégia közül lehet választani. Számos feltételezés van az szervezetek természetéről és működéséről, amelyek meghatározzák egy adott stratégia választását. Beckhard hat ilyen feltételezést sorol fel.
1. A szervezet alapvető építőkövei a csoportok ( csapatok ). Ezért a változás alapegységei a csoportok, nem az egyének.
2. Mindig releváns változási cél a szervezet egyes részei közötti nem megfelelő versengés csökkentése és egy együttműködésibb feltétel kialakítása.
3. Egy egészséges szervezetben a döntéshozatal ott található, ahol az információforrások vannak, nem pedig egy bizonyos szerepkörben vagy hierarchiaszinten .
4. A szervezetek, szervezeti alegységek, egyének ügyeiket folyamatosan a célok ellenében intézik. A kontrollok időközi mérések, nem a vezetői stratégia alapja.
5. Az egészséges szervezet egyik célja az általánosan nyitott kommunikáció, a kölcsönös bizalom és a szintek közötti bizalom kialakítása.
6. Az emberek támogatják azt, amit létrehoznak. A változás által érintettek számára lehetővé kell tenni a változás tervezésében és lebonyolításában való aktív részvételt és a felelősségérzetet.[7]

A szervezet alapvető építőkövei csoportok (csapatok). Ezért a változás alapvető egységei a csoportok, nem az egyének.
Mindig aktuális változási cél a szervezet részei közötti helytelen versengés csökkentése, és együttműködőbb állapot kialakítása. Az egészséges szervezetekben a döntéshozatal ott található, ahol az információforrások vannak, nem pedig egy meghatározott szerepben vagy hierarchiai szinten. A szervezetek, szervezeti részlegek és egyének folyamatosan kezelik ügyeiket a célok mentén. Az irányítások időszaki mérések, nem a vezetési stratégia alapja. Az egészséges szervezet egyik célja az általánosan nyitott kommunikáció, kölcsönös bizalom és bizalom kialakítása a szintek között és azokon át. Az emberek támogatják, amit ők segítenek létrehozni. A változások érintetteinek aktív részvételt és tulajdonjogérzetet kell engedélyezni a változás tervezésében és végrehajtásában.
Az egyik legnehezebb feladat, amivel a változási ügynöknek szembe kell néznie, az az, hogy segítsen létrehozni a kliensrendszerben egy biztonságos klímát a tanuláshoz és a változáshoz. Egy kedvező klímában az emberi tanulás egymásra épül, és az ember életének egész során folyamatosan tart. Az új viselkedésből új dilemmák és problémák merülnek fel, ahogy a spirál felfelé halad az új szintek felé. Ezzel szemben egy kedvezőtlen klímában a tanulás jóval bizonytalanabb, és a pszichológiai fenyegetettség légkörében gyakran teljesen leáll. Az régi szokások feloldását akadályozhatja a szervezetekben, mert a klíma miatt az alkalmazottak úgy érzik, hogy nem megfelelő az igazi érzéseiket feltárni, még akkor sem, ha az ilyen nyilatkozatok konstruktívak lehetnének. Egy gátló légkörben tehát a szükséges visszajelzés nem áll rendelkezésre. Emellett az új módszerek kipróbálása kockázatosnak tekinthető, mert megsérti az elfogadott normákat. Az ilyen szervezetet az is korlátozhatja, hogy a rendszerek törvénye érvényesül: Ha egy rész megváltozik, akkor más részek is érintettek lesznek. Ezért könnyebb fenntartani a status quót. A hierarchikus tekintély, a specializáció, a kontrolltartomány és a formális rendszerek egyéb jellemzői is gátolják a kísérletezést.
A változási ügynöknek fel kell készülnie arra, hogy meg kell birkóznia az előbb felsorolt veszélyekkel és akadályokkal. Néhány dolog, ami segítheti a változási ügynök munkáját:
1. Egy valós szükség a kliensrendszerben a változtatásra
2. Valódi támogatás az irányítástól Személyes
3. példa mutatása: hallgatás, támogató magatartás
4. Mélyreható háttértudás a viselkedéstudományokban
5. Működő ismeretek a rendszertanról
6. Hit abban, hogy az ember észszerű, önnevelő lény, teljesen képes arra, hogy jobb módszereket tanuljon meg a dolgok elvégzésére.[8]

Néhány beavatkozási példa közé tartozik a csapatépítés, a coaching, a nagy csoportos beavatkozások, a mentorálás, a teljesítményértékelés, a létszámcsökkentés, a TQM (teljes minőségmenedzsment) és a vezetőfejlesztés.

## Fordítás
- Ez a szócikk részben vagy egészben  az   Organization development című angol Wikipédia-szócikk ezen változatának fordításán alapul.  Az eredeti cikk szerkesztőit annak laptörténete sorolja fel. Ez a jelzés csupán a megfogalmazás eredetét és a szerzői jogokat jelzi, nem szolgál a cikkben szereplő információk forrásmegjelöléseként.